# Сан Марцаното (Асти)
Сан Марцаното је насеље у Италији у округу Асти, региону Пијемонт.
Према процени из 2011. у насељу је живело 216 становника. Насеље се налази на надморској висини од 211 м.